# Serge Moscovici
Serge Moscovici (născut ca Srul Herș Moscovici; n. 14 iunie 1925, Brăila, România – d. 15 noiembrie 2014, Paris, Île-de-France, Franța) a fost un psiholog evreu, româno-francez, istoric al științei și unul dintre principalii teoreticieni ai ecologiei politice și ai psihologiei sociale.

## Biografie
Moscovici provine dintr-o familie de evrei români. În anul 1938 a fost exclus de la liceul pe care îl frecventa în București, din cauza legilor anti-semite. După ce a supraviețuit pogromului din București din ianuarie 1941, a fost trimis la muncă forțată până pe 23 august 1944, când a avut loc lovitura de stat. Din 1939 până în 1947 a fost membrul Partidului Comunist Român. În timpul acestor ani și-a dezvoltat dragostea pentru citit și limba franceză, în special prin contactul său cu Isidor Goldstein,
viitorul Isidore Isou, fondatorul curentului numit lettrisme. Împreună vor pune bazele revistei Da, care a apărut pentru prima oară la finele anului 1944. Revista a fost rapid cenzurată. În 1947 a părăsit România, trecând ca refugiat prin Ungaria, Austria și Italia. Un an mai târziu a ajuns in Franța. În anul 1949 a primit licența în psihologie și în 1950 diploma Institutului de Psihologie din Paris. Începând cu 1950 a primit o bursă pentru refugiați și așa și-a putut continua studiile la Sorbona.
Acolo a fost decorat cu cele mai înalte distincții ale statului francez.
Serge Moscovici este cunoscut în psihologie în special pentru cercetările în legătură cu influența minorităților asupra majorităților. El consideră că determinant este comportamentul minorității. Moscovici diferențiază următoarele stiluri comportamentale ale minorității: investiția (intervenție și sacrificiu personal pentru țelurile minorității), autonomie (comportament înglobând independență, hotărâre, obiectivitate), consistență (încredere în sine, hotărâre de nestrămutat), rigiditate și corectitudine. Aceste comportamente nu trebuie arătate simultan în permanență sau în cea mai pură formă. Pentru minoritate este greu mai ales să reacționeze rigid și în același timp corect. Efectul acestor comportamente asupra societății depinde, pe lângă asta, și de părerea minorității și de conjuncturile sociale în care trăiește aceasta.
A fost director al Școlii de Studii Avansate în Științe Sociale (École des hautes études en sciences sociales) din Paris. Moscovici a fost unul dintre fondatorii psihologiei sociale. A fost directorul Laboratorului de Psihologie Socială de la EHESS (Laboratoire de psychologie sociale) și fondator al Laboratorului European de Psihologie Socială de la Casa de Științe Umane din Paris (Laboratoire européen de psychologie sociale à la Maison des sciences de l'homme à Paris) (1976-2006), primul președinte al Asociației Europene de Psihologie Socială Experimentală între 1974-1980, Comisia transnațională de Psihologie Socială din Consiliul de Cercetare Socială.
Serge Moscovici a fost căsătorit cu Marie Moscovici (n. Bromberg) (1932 - 2015), ei fiind părinții politicianului Pierre Moscovici (n. 1957).

## Lucrări
- La Psychanalyse, son image et son public, PUF, 1961/1976
- Reconversion industrielle et changements sociaux. Un exemple: la chapellerie dans l’Aude, Armand Colin, 1961
- L'Expérience du mouvement : Jean-Baptiste Baliani, disciple et critique de Galilée, Hermann, 1967
- Essai sur l’histoire humaine de la nature, Flammarion, 1968/1977
- La Société contre nature, Union générale d’éditions, 1972 /Seuil, 1994
- Hommes domestiques et hommes sauvages, Union Générale d’éditions, 1974
- Social influence and social change, Academic Press, 1976.
- Pourquoi les écologistes font-ils de la politique ? : interviuri realizate de Jean-Paul Ribes cu Brice Lalonde, Serge Moscovici și René Dumont, volumul 49 (Paris), Editura Seuil, 1978, ISBN: 2020047942
- Psychologie des minorités actives, PUF, 1979
- L'Âge des foules : un traité historique de psychologie des masses, Fayard, 1981
- La Machine à faire les dieux, Fayard, 1988
- Chronique des années égarées : récit autobiographique, Stock, 1997
- Social Representations: Explorations in Social Psychology (editat de Gérard Duveen), Polity Press, 2000
- De la nature : pour penser l’écologie (interviuri cu Pascal Dibie), Métailié, 2002
- Réenchanter la nature (interviuri cu Pascal Dibie, Aube, 2002.
- The Making of Modern Social Psychology (cu Ivana Markova). Cambridge, Polity Press, 2006.
- Raison et cultures (editat de Nikos Kalampalikis). Paris, Éditions de l'Ehess, 2012.
- Le scandale de la pensée sociale (editat de Nikos Kalampalikis). Paris, Éditions de l'Ehess, 2013.

## Legături externă
- European Laboratory of Social Psychology website